# 2025 en Libye
Chronologie de la Libye
- 2021
- 2022
- 2023
- 2024
- 2025
- 2026
- 2027
- 2028
- 2029

Cet article traite des événements qui se sont produits durant l'année 2025 en Libye.

## Événements

### Avril
- 17 avril : L'ONU exprime son inquiétude face à l'absence d'unité politique en Libye, redoutant une reprise des violences dans le pays[1].

### Mai
- 12–14 mai : de violents affrontements éclatent à Tripoli entre la Force Radaa et la Brigade 444, faisant au moins sept morts et plus de 70 blessés. Le 14 mai, un cessez-le-feu est annoncé, mais des tensions persistent[2].
- 13 mai : Abdel Ghani al-Kikli, chef de la puissante milice Appareil de soutien à la stabilité (SSA), est tué à Tripoli lors des affrontements entre groupes armés[3].
- 15 mai : des manifestations massives contre le gouvernement d'unité nationale (GUN) ont lieu à Tripoli, dénonçant la détérioration de la situation sécuritaire. Des tirs à balles réelles sont signalés contre les manifestants, et des actes de vandalisme sont rapportés[4].
- 17 mai : la Commission africaine des droits de l'homme et des peuples exprime son inquiétude suite aux violences survenues lors des manifestations à Tripoli, appelant à la protection des civils et au respect des droits de l'homme[5].
- 31 mai : les chefs des diplomaties d'Algérie, de Tunisie et d'Égypte adoptent une déclaration commune appelant à une solution rapide à la crise libyenne et à la fin de la division politique.

### Juin
- 2 juin : La Mission d'appui des Nations unies en Libye (MANUL) annonce le début de consultations avec les parties libyennes pour résoudre les questions électorales en suspens, dans le but d'organiser des élections nationales en 2025[6].

## Décès
- 19 avril : Siraj Daghman, journaliste et écrivain, décédé en détention dans des circonstances suspectes
- 28 avril : Ali Ramadan al-Rayani, général de brigade, tué lors d'une attaque à son domicile à Tripoli
- 12 mai : Abdel Ghani al-Kikli, commandant du Dispositif de soutien à la stabilité, assassiné à Tripoli

#### L'année 2025 dans le reste du monde
- L'année 2025 dans le monde
- 2025 par pays en Amérique • 2025 au Brésil, 2025 au Canada, 2025 au Québec, 2025 aux États-Unis, 2025 au Mexique
- 2025 en Europe, 2025 dans l'Union européenne • 2025 en Belgique, 2025 en France, 2025 en Italie, 2025 en Suisse
- 2025 en Afrique • 2025 par pays en Asie • 2025 par pays en Océanie, 2025 en Océanie • 2025 en Antarctique
- 2025 aux Nations unies
- Décès en 2025